# Idrosililazione
La  reazione di idrosililazione, chiamata anche idrosilazione, rappresenta l'addizione del legame Si-H del silano (SiH4), o di un suo derivato sostituito, ad un legame insaturo di alcheni o alchini. È l'analogo dell'idroborazione per il silicio.
A titolo di esempio, consideriamo l'addizione di silano a quattro molecole di etilene: 
1) CH2=CH2 + SiH4 → CH3CH2SiH3
2) CH3CH2SiH3 + CH2=CH2 → (CH3CH2)2SiH2
3) (CH3CH2)2SiH2 + CH2=CH2 → (CH3CH2)3SiH
4) (CH3CH2)3SiH + CH2=CH2 → (CH3CH2)4Si
Le condizioni ottimali di reazione prevedono l'utilizzo di una temperatura di 300 °C o l'irradiazione con luce UV onde fornire l'energia necessaria per la formazione di un intermedio radicalico reattivo. Un'altra via di sintesi, che richiede condizioni meno drastiche, sfrutta l'utilizzo di un catalizzatore costituito da un complesso del platino(IV), H2PtCl6, e avviene in solvente alcolico superiore. In questo caso si ritiene che la reazione passi attraverso un intermedio in cui tanto il reagente insaturo quanto il silano sia legati all'atomo metallico, con formazione di un debole legame a ponte triangolare tra Pt e i due carboni del legame insaturo.
L'idrosilazione trova impiego industriale nell'ambito della sintesi dei siliconi.